# سوءاستفاده سیاسی از روان‌پزشکی در اتحاد شوروی

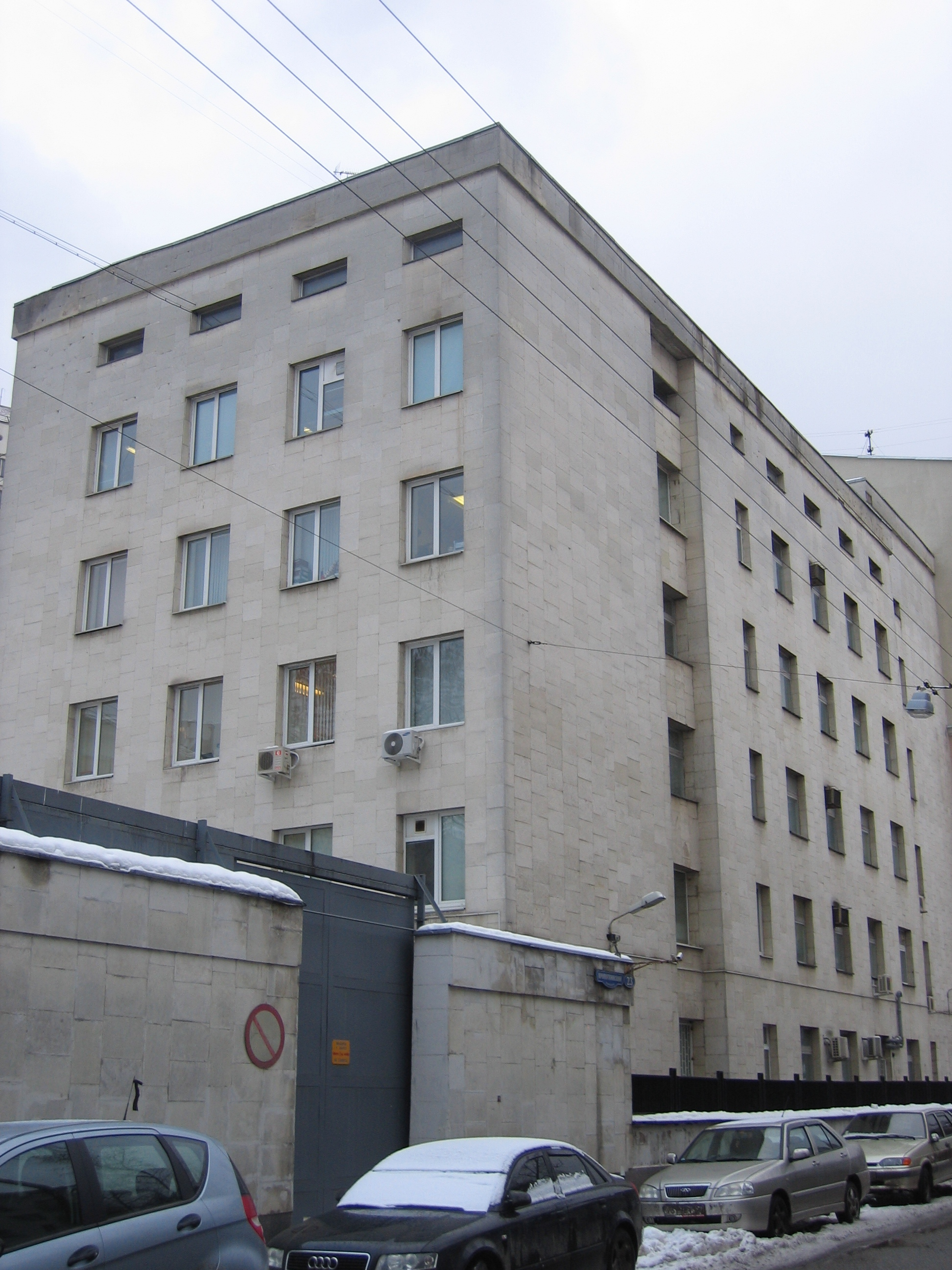
موسسه تحقیقات مرکزی صربسکی

در قرن بیستم در اتحاد شوروی، به‌طور سیستماتیک سوء استفاده سیاسی از روانپزشکی رخ داد. در دوران رهبری دبیرکل لئونید برژنف، روانشناسی چون ابزاری برای حذف مخالفین سیاسی («ناراضیان») که آشکارا باورهایی مغایر با جزم‌باوری حاکم ابراز می‌کردند به کار می‌رفت. لفظ «مستی فلسفی» به‌طور گسترده برای تشخیص اختلالات ذهنی در مواردی که مردم با رهبران موافقت نداشتند و آنان را با استفاده از نوشته‌های کارل مارکس، فریدریش انگلس، و ولادیمیر لنین نقد می‌کردند به کار می‌رفت.
 تلاشها برای مهاجرت کردن؛ توزیع یا مالکیت اسناد یا کتب ممنوعه؛ شرکت جستن در کنش‌های حقوق مدنی یا تظاهرات و اشتغال به فعالیت‌های ممنوع مذهبی روند حبس روان‌پزشکانه را موجب می‌شد. اسناد دولتی سابقاً شدیداً طبقه بندی شدهٔ منتشره پس از فروپاشی اتحاد شوروی نشان می‌دهد که مقامات از روانپزشکی چون ابزاری برای سرکوب نارضایتی استفاده می‌کردند.

## یادداشتها
1. ↑  (Gershman 1984); (Merskey 1978); (Knapp 2007، ص. 406); (Bonnie 2002); (Voren 2010a); (Society for International Development 1984، ص. 19); (Lisle 2010، ص. 47); (Kutchins و Kirk 1997، ص. 293); (Voren 2002); (BMA 1992، ص. 66); (Helmchen و Sartorius 2010، ص. 490); (Finckenauer 1995، ص. 52)
2. ↑  Korolenko & Dmitrieva 2000, p. 17.
3. ↑  Korolenko & Dmitrieva 2000, p. 15.
4. ↑  Pospielovsky 1988, pp. 36, 140, 156, 178–181.
5. ↑  Gluzman 2009a.

## مطالعه بیشتر
- Alexeyeva, Ludmilla (1987). Soviet dissent: contemporary movements for national, religious, and human rights. Wesleyan University Press. ISBN 0-8195-6176-2.{{cite book}}:  نگهداری یادکرد:نام‌های متعدد:فهرست نویسندگان (link)
- Alexeyeva, Ludmilla [Людмила Алексеева] (1992). История инакомыслия в СССР: новейший период [History of dissent in the USSR: contemporary period (به روسی). Vilnius—Moscow: Весть [News].{{cite book}}:  نگهداری یادکرد:نام‌های متعدد:فهرست نویسندگان (link) (The Russian text of the book بایگانی‌شده  در ۲۰ مارس ۲۰۱۷ توسط Wayback Machine)
- Antébi, Elizabeth (1977). Droit d'asiles en Union Soviétique. Paris: Editions Julliard. ISBN 2-260-00065-7.{{cite book}}:  نگهداری یادکرد:نام‌های متعدد:فهرست نویسندگان (link)
- Bloch, Sidney (1978). "Psychiatry as ideology in the USSR". Journal of Medical Ethics. ۴ (۳): ۱۲۶–۱۳۱. doi:10.1136/jme.4.3.126. PMC 1154661. PMID 691016. {{cite journal}}: Unknown parameter |month= ignored (help)نگهداری یادکرد:نام‌های متعدد:فهرست نویسندگان (link)
- Bloch, Sidney; Reddaway, Peter (1977). Russia's political hospitals: The abuse of psychiatry in the Soviet Union. Victor Gollancz Ltd. ISBN 0-575-02318-X.{{cite book}}:  نگهداری یادکرد:نام‌های متعدد:فهرست نویسندگان (link)
- Bloch, Sidney; Reddaway, Peter (1985). Soviet psychiatric abuse: the shadow over world psychiatry. Westview Press. ISBN 0-8133-0209-9.{{cite book}}:  نگهداری یادکرد:نام‌های متعدد:فهرست نویسندگان (link)
- Bloch, Sidney [Сидней Блох]; Reddaway, Peter [Питер Реддауэй] (1996). "Диагноз: инакомыслие" [Diagnosis: dissent] (PDF). Карта: Российский независимый исторический и правозащитный журнал [Karta: Russian Independent Historical and Human Rights Defending Journal] (به روسی) (№۱۳–۱۴): ۵۶–۶۷. Retrieved 1 January 2013.{{cite journal}}:  نگهداری یادکرد:نام‌های متعدد:فهرست نویسندگان (link)
- Fireside, Harvey (1982). Soviet Psychoprisons. W. W. Norton & Company. ISBN 0-393-00065-6.{{cite book}}:  نگهداری یادکرد:نام‌های متعدد:فهرست نویسندگان (link)
- Gluzman, Semyon (1989). On Soviet totalitarian psychiatry. Amsterdam: International Association on the Political Use of Psychiatry. ISBN 90-72657-02-0.{{cite book}}:  نگهداری یادکرد:نام‌های متعدد:فهرست نویسندگان (link)
- Korotenko, Ada [Ада Коротенко]; Alikina, Natalia [Наталия Аликина] (2002). Советская психиатрия: Заблуждения и умысел [Soviet psychiatry: fallacies and wilfulness] (به روسی). Kiev: Издательство «Сфера» [Publishing house "Sphere"]. ISBN 966-7841-36-7.{{cite book}}:  نگهداری یادکرد:نام‌های متعدد:فهرست نویسندگان (link)
- Medvedev, Zhores; Medvedev, Roy (1979). A Question of Madness: Repression by Psychiatry in the Soviet Union. Norton. ISBN 0-393-00921-1.{{cite book}}:  نگهداری یادکرد:نام‌های متعدد:فهرست نویسندگان (link)
- Podrabinek, Alexandr (1980). Punitive medicine. Ann Arbor: Karoma Publishers. ISBN 0-89720-022-5.{{cite book}}:  نگهداری یادکرد:نام‌های متعدد:فهرست نویسندگان (link)
- Prokopenko, Anatoly [Анатолий Прокопенко] (1997). Безумная психиатрия: секретные материалы о применении в СССР психиатрии в карательных целях [Mad psychiatry: classified materials on the use of psychiatry in the USSR for punitive purposes] (به روسی). Moscow: "Совершенно секретно" ["Top Secret"]. ISBN 5-85275-145-6.{{cite book}}:  نگهداری یادکرد:نام‌های متعدد:فهرست نویسندگان (link)
- Smith, Theresa; Oleszczuk, Thomas (1996). No Asylum: State Psychiatric Repression in the Former U.S.S.R. New York City: New York University Press. ISBN 0-8147-8061-X.{{cite book}}:  نگهداری یادکرد:نام‌های متعدد:فهرست نویسندگان (link)
- Soviet Political Psychiatry: The Story of the Opposition. London: International Association on the Political Use of Psychiatry, Working Group on the Internment of Dissenters in Mental Hospitals. 1983.
- Van Voren, Robert (2009). On Dissidents and Madness: From the Soviet Union of Leonid Brezhnev to the "Soviet Union" of Vladimir Putin. Amsterdam—New York: Rodopi Publishers. ISBN 978-90-420-2585-1.{{cite book}}:  نگهداری یادکرد:نام‌های متعدد:فهرست نویسندگان (link)